# کابوهایی از جهنم (ترانه)
«کابوهایی از جهنم» (به انگلیسی: Cowboys from Hell) تک‌آهنگی از گروه موسیقی هوی متال پنترا است که در سال ۱۹۹۰ میلادی منتشر شد.